# Boszniai vilajet
A Boszniai vilajet egy nagyrészt a mai Bosznia-Hercegovina, valamint a horvátországi Szlavónia, Lika és a történelmi Dalmácia területén fekvő oszmán vilajet volt. Délen a Koszovói vilajet határolta. Az 1864-es közigazgatási reform előtt Boszniai elájetnek nevezték a területet. 1908-ban az Osztrák–Magyar Monarchia annektálta a területet, és onnantól a monarchia melléktartomáya volt.

## Közigazgatási beosztás
A vilajet a következő szandzsákokra tagolódott:
1. Bosznia szandzsák
2. Izvornik szandzsák
3. Hersek szandzsák
4. Travnik szandzsák
5. Bihke szandzsák